# Gestion et exploitation d'une entreprise agricole
Gestion et exploitation d'une entreprise agricole (G.E.E.A.) (Anglais : Farm Management Technologies (FMT)) est le nom du programme Québécois destiné à former la relève agricole du Québec au niveau collégial.

## Institutions offrant ce programme
- Institut de technologie agroalimentaire
- Cégep Saint-Jean-sur-Richelieu
- Collège d'Alma
- Cégep régional de Lanaudière à Joliette
- Cégep de Lévis
- Collège Lionel-Groulx
- Cégep de Matane
- Cégep de Sherbrooke
- Cégep de Victoriaville (Profil production animale et profil production légumière & fruitière biologique)
- Campus MacDonald de l'Université McGill (anglophone)